# 31 janvier 1961
Le mardi 31 janvier 1961 est le 31e jour de l'année 1961.

## Naissances
- 3 Steps Ahead (mort le 27 août 2003), musicien néerlandais
- Christian Settipani, historien français
- Fatih Kısaparmak, chanteur turc
- Fatou Bensouda, avocate gambienne, ministre de la justice, procureure au CPI
- Jari Lindroos, joueur professionnel de hockey sur glace finlandais
- Jonny Otten, footballeur allemand
- Lloyd Cole, chanteur et compositeur anglais
- Lori Sigurdson, femme politique canadienne
- Nuno Morais Sarmento, homme politique portugais
- Sélim el-Sayegh, homme politique libanais

## Événements
- Le chimpanzé Ham est le premier hominidé à aller dans l'espace dans le cadre de la mission Mercury-Redstone 2.
- Jânio da Silva Quadros, (UDN), Président de la République au Brésil. Il doit affronter une situation économique délicate.